# Histórias Tristes e Piadas Ruins
Histórias Tristes e Piadas Ruins é uma coletânea de tirinhas da artista Laura Athayde lançada em 2018. As tiras são principalmente sobre assuntos como autoestima, amor e sexo, buscando trabalhar temas ligados ao feminismo e à temática LGBT. O livro foi publicado de forma independente através de financiamento coletivo pela plataforma Catarse e é composto por dois "mini-livros" com 100 páginas ao todo e traz trabalhos que já haviam sido publicados na internet e outros inéditos. Em 2019, o livro ganhou o 31º Troféu HQ Mix na categoria "melhor publicação independente de autor".